# Un cœur pris au piège
Pour plus de détails, voir Fiche technique et Distribution.

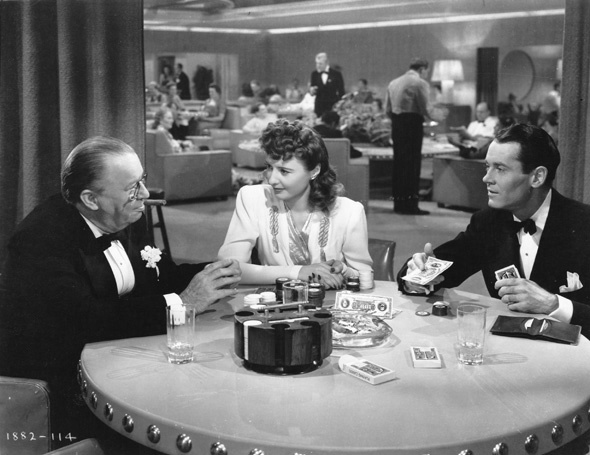
Charles Coburn, Barbara Stanwyck et Henry Fonda

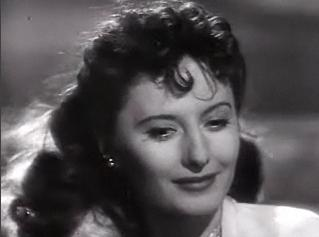
Barbara Stanwyck

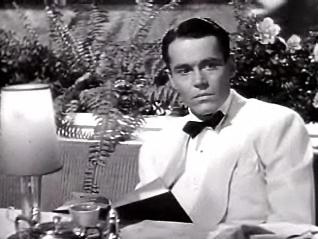
Henry Fonda

Un cœur pris au piège (The Lady Eve) est un film américain de Preston Sturges sorti en 1941.
Brillante satire sur la guerre des sexes et le monde des milliardaires, Un cœur pris au piège est l’un des derniers feux de la comédie loufoque, genre qui connut son apogée dans les années 1930.
Classique de la comédie hollywoodienne, le film mélange les gags burlesques à l’humour sophistiqué servis par des dialogues bien enlevés, le tout mené par deux comédiens au meilleur de leur forme : Barbara Stanwyck et Henry Fonda.

## Synopsis
Sur le bateau qui le ramène à New York après un voyage en Amazonie, un riche et naïf Américain, Charles Pike, fils du roi de la bière, constitue une proie toute trouvée pour Jean Harrington, séduisante aventurière partie à la pêche au mari. La rencontre se mue vite en idylle mais, Charles Pike ayant appris à qui il a affaire, le couple se sépare en très mauvais termes. Jean décide de se déguiser et de se faire passer pour une ressortissante britannique. Ainsi travestie, elle s’emploie à tourmenter Charles.

## Fiche technique
- Titre : Un cœur pris au piège
- Titre original : The Lady Eve
- Réalisation : Preston Sturges
- Scénario : Preston Sturges d’après une histoire de Monckton Hoffe
- Photographie : Victor Milner
- Montage : Stuart Gilmore
- Musique : Sigmund Krumgold, Clara Edwards
- Direction artistique : Hans Dreier et Ernst Fegté
- Costumes : Edith Head
- Producteurs : Paul Jones, Buddy G. DeSylva (non crédité)
- Producteur associé : Albert Lewin (non crédité)
- Producteur exécutif : William LeBaron (non crédité)
- Société de production : Paramount Pictures
- Pays d'origine : États-Unis
- Langue originale : anglais
- Format : Noir et blanc
- Genre : Comédie
- Durée : 94 minutes
- Date de sortie :
  - États-Unis : 25 février 1941
- Affiche : Boris Grinsson (France)

## Distribution
- Barbara Stanwyck (VF : Lita Recio) : Jean Harrington / Lady Eve Sidwich
- Henry Fonda (VF : Michel Gudin) : Charles Pike
- Charles Coburn (VF : Camille Guérini) : le colonel Harrington
- Eugene Pallette (VF : Pierre Morin) : Horace Pike
- William Demarest (VF : Richard Francœur) : Ambrose Murgatroyd
- Eric Blore (VF : Christian Argentin) : Sir Alfred McGlennan Keith
- Melville Cooper (VF : Claude Péran) : Gerald
- Martha O'Driscoll : Martha
- Janet Beecher : Janet Pike
- Robert Greig (VF : Léon Larive) : Burrows
- Dora Clement : Gertrude
- Luis Alberni : Emile

Acteurs non crédités
- Jimmy Conlin : Le troisième steward
- Larry Steers : Un bijoutier

## Autour du film
- Redécouvert en Europe grâce à des rétrospectives et des reprises de ses films dans les années 1980[1], Preston Sturges avait été « sinon oublié, du moins perdu de vue[2] » dès la fin de sa carrière.
- Un cœur pris au piège est le troisième film de Sturges. C’est grâce au succès de Gouverneur malgré lui, son premier film, pour lequel Sturges a gagné l’Oscar du meilleur scénario original en 1941, qu’il put mettre en chantier Un cœur pris au piège[3]. En effet, la Paramount Pictures, n’attendant même pas que son deuxième film soit distribué, lui confie la mise en scène d’un autre de ses scénarios. Le réalisateur va alors bénéficier d’un budget important et d’une distribution de premier plan[3].
- Sturges avait commencé à écrire ce scénario, dès 1938, à Reno[4]. Intitulé « Two Bad Hats » et basé sur une histoire de Monckton Hoffe, le synopsis de départ est axé sur les personnages de deux tricheurs à bord d’un paquebot, un scénario qui va évoluer en cours d’écriture. « J'ai suivi mes habitudes : j'ai oublié l'histoire initiale » déclarera Preston Sturges[5]. C’est l’une des rares fois où le réalisateur ne travailla pas sur son propre synopsis. Sturges pense immédiatement à Claudette Colbert pour le rôle féminin[6], celle-ci n’est pas libre[5]. Le script passera ensuite dans les mains de Madeleine Carroll, Paulette Goddard, Joel McCrea et Fred MacMurray, mais Preston Sturges va imposer ses choix à la Paramount : Barbara Stanwyck et Henry Fonda[6]. Ce dernier sera emprunté à la 20th Century Fox[3]. L’acteur, alors que son rôle dramatique dans Les Raisins de la colère est encore dans toutes les mémoires, va enthousiasmer la critique de l’époque avec sa prestation comique d’un personnage timide et benêt[3]. Quant à Barbara Stanwyck, tout aussi louangée, avait pourtant dit à Preston Sturges : « Je ne suis pas faite pour la comédie » ; il lui répondit : « Ça ne fait rien. Vous allez en faire une »[5]. » Leur brillante interprétation[7],[8] est saluée comme une révélation en matière de comédie et pourtant les deux acteurs ne sont pas à leur coup d’essai en matière de comédie[3]. Ils ont déjà tourné ensemble dans Miss Manton est folle, une comédie policière et Barbara Stanwyck venait d’incarner une voleuse incorrigible dans une comédie de Mitchell Leisen, L'Aventure d'une nuit, sur justement un scénario de Sturges.
- Le film est autant un succès public que critique. Bosley Crowther, critique du New York Times écrit au moment de la sortie du film : « C'est la meilleure comédie, un bijou d'absurdité, depuis New York-Miami »[5]. » Howard Barnes, du New-York Tribune y voit « un chef-d’œuvre du non-sens »[3] ». Un cœur pris au piège est élu meilleur film de l'année par The New York Times, et se classe parmi les dix premiers films au box-office[9].
- Un cœur pris au piège, qui figure dans une liste de films considérés « culturellement signifiant » par la Bibliothèque du Congrès, est sélectionné pour conservation au National Film Registry en 1994[10].
- La scène d’ouverture dans la jungle a été tournée au lac Baldwin, du Los Angeles County Arboretum et au Jardin botanique à Arcadia, en Californie[11].
- Un remake a été tourné en 1956, Millionnaire de mon cœur (The Birds and the Bees) réalisé par Norman Taurog avec Mitzi Gaynor et David Niven.
- Le film fait partie des sept comédies choisies par le philosophe Stanley Cavell pour établir le genre de la comédie de remariage[12],[13].

## Distinctions
- National Board of Review 1941 : NBR Award (Top 10 Films)
- Nomination aux Oscars 1942 pour la meilleure histoire originale
- Inscrit au National Film Registry en 1994